# Кринджень (Галац)
Кринджень, Кринджені (рум. Crângeni) — село у повіті Галац в Румунії. Входить до складу комуни Немолоаса.
Село розташоване на відстані 164 км на північний схід від Бухареста, 37 км на захід від Галаца.

## Населення
За даними перепису населення 2002 року у селі проживали 8 осіб, усі — румуни. Усі жителі села рідною мовою назвали румунську.